# Евика Силиња
Евика Силиња (лет. Evika Siliņa; Рига, 3. август 1975) летонска је политичарка која од 2023. године обавља функцију премијера Летоније. Друга је жена која се нашла на тој позицији.

## Биографија
Рођена је у Риги где је од 1993. до 1997. студирала право на Универзитету Летоније. Од 2003. до 2012. године радила је као адвокат специјализован за међународно и домаће пословно право. Њени клијенти су биле фирме из области телекомуникација и ИТ-а, као и државни органи.
На парламентарним изборима 2011. године, Силиња је била кандидат Реформске партије, али није изабрана. Обављала је функцију скупштинског секретара у Министарству унутрашњих послова од 2013. до 2019. године. Дана 16. августа 2023. године, након оставке Кришјаниса Карињша, Ново јединство је предложило Силињу као кандидата за место премијера. Владина коалиција коју је предводила Силиња добила је 15. септембра 2023. поверење парламентарне већине у Саими, добивши 53 гласа.